# كورنيليس بروير (عداء مراثوني)
كورنيليس بروير (بالهولندية: Cornelis Brouwer)‏ هو عداء مراثوني هولندي، ولد في 27 نوفمبر 1900 في روتردام في هولندا، وتوفي في 7 مايو 1952.

## وصلات خارجية
- كورنيليس بروير على موقع أوليمبيديا (الإنجليزية)